# 医療環境管理士
医療環境管理士（いりょうかんきょうかんりし）とは、内閣府認証特定非営利活動法人日本医療環境福祉検定協会（Japan Medical Environment Care Association、略称: JMEC）が資格付与する民間資格である。

## 概要
病院などの医療現場における院内感染防止、医療廃棄物管理などの試験に合格するなど、一定の要件を満たした者に対して付与され、資格取得の勉強によるスキルアップや、資格の肩書きを得ることで、専門家として指導的立場に立つことが期待される。同協会の運営する同資格の案内書によれば、コ・メディカルなどの医療関係職種のほか、製薬企業などの従業者などが取得している。
類似する検定として、同協会が認定している医療福祉環境アドバイザー（1級・2級・3級）があるが、医療環境管理士はこれらの上位資格に位置づけられる。
なお、医師と歯科医師には、感染症専門医、インフェクションコントロールドクター (infection control doctor：ICD) 、薬剤師には感染制御専門薬剤師、看護師には感染症対策看護師（感染症管理看護師）、臨床検査技師には感染制御認定臨床微生物検査技師というそれぞれの感染管理の専門資格がある。

## 試験
- 試験時期　年2回（2月・8月）
- 試験会場　東京・名古屋・大阪・福岡
- 試験時間　3時間
- 検定料　21,000円
- 合格基準　300点中210点以上が合格となる（選択式200点・記述式100点）
- 合格率　約50%

## 役割
多職種と連携し、感染管理の指導的立場を目指す資格で、感染対策の資格で信頼される専門家として、｢医療現場で必要な感染予防対策｣の知識・スキルを用い、新型インフルエンザ・新型コロナ・高齢化・耐性菌の増加などのリスクに対して、感染管理の体制作りや職員に対しての教育活動などを担う。
　医療環境管理士は、専門性の異なる職業・年齢・役職・施設規模など、様々な医療関係者で構成されており、医療環境管理士に期待される役割は、多職種・他施設の現状・取り組みを参考にし、様々な視点から医療現場を支援することである。

## その他の感染管理（感染制御）専門資格および組織
- 感染症専門医
- インフェクションコントロールドクター（ICD）
- 感染制御専門薬剤師（ICPM）
- 感染管理歯科衛生士（ICDH）
- 感染制御認定臨床微生物検査技師（ICMT）
- 感染管理介護福祉士（ICCW）
- 滅菌技師/士（第一種・第二種）
- 医療福祉環境アドバイザー

- 院内感染対策チーム（感染制御チーム・感染対策チーム）
- 院内感染対策委員会（感染制御委員会・感染対策委員会）